# Castillo de Jawor
El castillo de Jawor (en polaco: Zamek w Jaworze, en alemán: Schloss Jauer) es un castillo en Jawor, Polonia.

## Historia
En un principio el castillo era una fortaleza de madera, pero el Duque Boleslao el Alto construyó ahí una casa-torre de piedra.
El castillo ha sido sede de la dinastía Piasta y del Ducado de Jawor-Świdnica. Algunos hechos políticos relevantes tuvieron lugar durante la Edad Media en el castillo. En 1648, sufrió daños cuando fue asediado por soldados leales al Sacro Imperio Romano Germánico, pero fue restaurado más tarde durante el mismo siglo (1663-65). Otra renovación del castillo tuvo lugar en 1705, cuando fue reparada la torre del reloj.
Más tarde durante el siglo XVIII, Federico el Grande convirtió el castillo en una prisión, una función que mantendría hasta 1956. Hasta 1821, también albergó un asilo para enfermos mentales. Después de 1888, la hasta entonces prisión solo para hombres pasó a ser un prisión solo para mujeres, que mantuvo hasta 1945. Durante la II Guerra Mundial, fue utilizada como tal por las autoridades alemanas quienes entre otros encarcelaron a varias mujeres francesas. Un memorial en conmemoración ha sido erigido en el patio del castillo. Después de 1945, albergó prisioneros políticos y antiguos soldados del Ejército Nacional.